# Beach House (pel·lícula)
Beach House és una pel·lícula de 2023 escrita i dirigida per Hèctor Hernández Vicens. Rodada originalment en català i anglès, es va estrenar al Festival de Cinema de Mammoth.

## Sinopsi
Narra la història de tres amics que decideixen passar uns dies de vacances a Mallorca amb l'esperança de gaudir de festa i diversió. No obstant això, el que havia de ser un viatge despreocupat es transforma en un veritable malson quan un dels amics s'enamora d'una turista que resulta ser la parella d'un mafiós rus.

## Repartiment
El repartiment de Beach House inclou:
- Albert Carbó com a Xavi
- Francesc Colomer com a Manu
- Martí Atance com a Isaac
- Nina Guseva com a Natasha

## Producció
La producció de "Beach House" és el resultat de la col·laboració entre diverses companyies i institucions, incloent-hi: Zabriskie Films, Visualsuspects, IB3 Televisió, Silendum Films, La Charito Films, Institut d'Estudis Baleàrics i Televisió de Catalunya.
La pel·lícula està produïda per Carles Torras, Sergio Adrià, Hèctor Hernández Vicens i Aram Garriga.